# 甄萱
甄萱（：／ Gyeon Hwon；867年—936年9月27日），是朝鮮半島後三國中後百濟的建立者，892年至935年在位。

## 生平
根據《三國遺事》記載，甄萱本姓李，後以甄為氏，咸通八年出生於新羅尚州的加恩縣。其父阿慈介是黃澗甄氏始祖，以農自活，光啟中據沙弗城（今尚州）自稱將軍。《李磾家記》則記載阿慈介是新羅真興王彡麥宗和思道夫人朴氏第三子金仇輪的曾孫。阿慈介有五子一女，分別是：長子甄萱、二子將軍能哀、三子將軍龍蓋、四子寶蓋、五子將軍小蓋。一女大主刀金。四子皆知名於世。
甄萱成年後體貌雄奇，志氣倜儻不凡。他加入新羅軍隊，進入王京金城（今慶州市）。後被派往西南海防衛，因為作戰勇敢，常常身先士卒，被升為裨將。
當新羅政治混亂，綱紀廢弛，又加上饑荒，百姓流離失所，盜賊蜂起。甄萱便有了覬覦天下之心。他在892年聚眾起兵，攻取了京西南州縣，所到之處紛紛響應。旬月之間得到了部眾五千多人。於是襲破武珍州（現光州）作為根據地，自立為王，但不敢对外公开，对外仅自称“新羅西面都統指揮兵馬制置、持節、都督全武公等州軍事、行全州刺史、兼御史中丞、上柱國、漢南郡開國公，食邑二千戶”。此時，北原的叛亂者中梁吉的兵馬比較強壯，弓裔投奔在梁吉麾下。甄萱聽說後，遙授梁吉為裨將。
900年，甄萱西巡至完山州（現全州），受到當地百姓的歡迎。甄萱大喜，认为自己已繼承百濟的領地，遂稱百濟王，建立職官制度，其政权史称“后百济”。同時，甄萱派使者出使吳越朝貢。吳越君主錢鏐報聘，並授予他檢校太保的官職。
901年（天復元年），甄萱圍攻大耶城，但無法攻克。910年（開平四年），錦城歸順弓裔的后高句丽，甄萱以步騎三千人圍攻，經旬不解。912年（乾化二年），甄萱與弓裔戰於德津浦。
918年，后高句丽發生兵變，大將王建奪取王位，建立高麗。甄萱得知後，於秋八月派一吉飡閔郃前往高麗慶賀，並贈送孔雀扇及地理山竹箭。同年遣使赴吳越進獻馬匹，吳越王钱镠報聘，加授中大夫。
920年，甄萱率領步騎一萬攻破大耶城，移軍進禮城。新羅的景明王派阿飡金律前往高麗求救。王建出兵支援新羅，甄萱得知後率軍撤退。自此，後百濟與高麗表面和平，實際上關係緊張。而新羅因為國力衰弱難以復興，便私下與高麗結好，以為外援。
924年（同光二年）秋七月，甄萱遣子須彌强徵調大耶、聞韶二城之兵攻打高麗的曹物城。曹物城固守且戰，須彌强失利而歸。八月，遣使向高麗獻上驄馬。翌年冬十月，甄萱親率三千騎兵至曹物城，王建也率精兵前來。王建希望暫時和解，以老其師，便遣使求和，並以堂弟王信為人質。甄萱同意和解，並送外甥眞虎交質。十二月，後百濟攻取了居昌等二十餘城，遣人出使後唐稱藩。後唐封甄萱為“檢校太尉、兼侍中、判百濟軍事，依前持節、都督全武公等州軍事、行全州刺史、海東四面都統指揮兵馬制置等事、百濟王，食邑二千五百戶”。
926年，眞虎在高麗暴卒，甄萱懷疑是王建故意殺害，便將王信囚禁在監獄中，又派人出使高麗，討還了前年所送的驄馬。秋九月，甄萱大舉進攻新羅，新羅向高麗求救。冬十月，王建親自率軍救新羅。後百濟之兵突襲並攻破了新羅的都城金城，俘虜了景哀王脅迫其自殺，並強行逼迫新羅王后與自己淫亂，又立新羅金氏王族的金傅為敬順王。隨後，俘虜王弟孝廉、宰相英景，取新羅的國帑、珍寶、兵仗、子女百工之巧者而歸。王建率精兵五千人在公山截擊甄萱，與之大戰。高麗大敗，將軍金樂、申崇謙戰死，王建僅以身免，甄萱乘勝攻取了大木郡。契丹使者裟姑、麻咄等三十五人來聘，甄萱派將軍崔堅送乘船其歸國，途中遭遇風暴，飄至後唐的登州，全部被後唐誅殺。
928年（天成三年）夏五月，甄萱潛師突襲高麗的康州，殺死三百餘人，將軍有文生投降。秋八月，派將軍官昕率軍築陽山。王建派將軍王忠攻擊，後百濟兵退至大耶城。冬十一月，甄萱選拔勁卒，攻破缶谷城，殺守卒一千餘人，將軍楊志、明式等生降。翌年秋七月，甄萱以五千人攻破義城府，高麗守將洪術陣亡。又率大軍，在古昌郡瓶山之下與王建交戰，失敗，損失八千餘人。翌日，甄萱迅速聚集殘兵攻破了順州城，高麗將軍元逢逃跑。甄萱將順州百姓全部遷移到了全州。
清泰元年（934年）春正月，甄萱得知王建屯兵運州，便率五千人前來。高麗將軍庾黔弼乘其尚未佈陣，率勁旅騎兵數千人突襲，斬殺三千餘人。自此後百濟開始衰退，熊津（今公州）以北三十餘城聞風歸降高麗，甄萱麾下的術士宗訓、醫者訓謙、勇將尚達和崔弼等人也紛紛歸降王建。
甄萱多有娶妻，這些妻妾為其生下了十多個兒子，其中兒子甄金剛身材高大而且多有智謀，最受甄萱寵愛。甄萱欲將王位傳給金剛，引起另外三個兒子甄神劍、甄良劍、甄龍劍的不滿。當時良劍為康州都督、龍劍為武州都督，只有神劍一人在甄萱身邊。伊飡能奐派人前往康、武二州，與良劍、龍劍等人合謀，於后百济正开三十五年三月（后唐清泰二年，935年4月6日—5月5日），同與波珍飡新德、英順等人，勸神劍將甄萱囚禁在金山寺，並派人殺死了金剛，自稱百濟大王。甄萱被囚禁了三個月後，與季男能義、女儿哀福、嬖妾姑比等逃脫，來到高麗的錦城，派人求見王建。王建大喜，派將軍庾黔弼、王萬歲等人前去將他接來，待之以厚禮。因為甄萱年長王建十歲，王建尊其為尚父，授館以南宮，位在百官之上，賜楊州為食邑。
936年，甄萱之婿朴英規在後百濟得知此事後，便遣人送款於高麗，表示願為內應。夏六月，甄萱上表王建，請求出兵討伐逆子。王建同意了這個要求，先派太子王武、將軍朴述熙領步騎一萬至天安府。秋九月，王建率領三軍至天安會合，進軍一善。神劍率兵抵抗。后百济正开三十六年（后唐清泰三年）九月初八·甲午（936年9月26日），隔一利川相對佈陣。王建與甄萱觀兵，以大相堅權、朴述熙、金山，將軍龍吉、奇彦等，領步騎三萬為左翼；大相金鐵、洪儒、守鄕，將軍王順、俊良等，領步騎三萬為右翼；大匡王順式，大相兢俊、王謙、王乂、庾黔弼，將軍貞順、宗熙等，以鐵騎二萬、步卒三千及黑水鐵利諸道勁騎九千五百為中軍；大將軍公萱，將軍王含允，以兵一萬五千為先鋒，鼓行而進。百濟將軍孝奉、德述、明吉等見勢力強大，棄甲歸降。王建得知神劍在中軍，讓將軍公萱直搗中軍。後百濟大敗，神劍與二弟及將軍富達、小達、能奐等四十餘人生降。王建受降後，誅殺了能奐，赦免了神劍，另有神劍兄弟三人皆被誅殺的說法。甄萱憂懣發疽，數日後卒於黃山寺。

## 家庭

### 妻妾
- 朴氏，王后
- 姑比，又作古比女，妾

### 子女
王后朴氏所生
- 長子甄神劍（又稱甄成）
- 二子太師謙腦 甄良劍
- 三子佐承龍述 甄龍劍
- 四子大師聰智
- 五子大阿干宗祐
- 六子闕
- 七子佐承位興
- 八子大師青丘
- 一女國大夫人

妻妾所生，有子十餘人
- 須彌強
- 甄金剛

## 影视形象
- 电视剧《太祖王建》（2000年）：徐仁锡饰